# Britain's Got Talent
Britain's Got Talent (a menudo abreviado como BGT) es un concurso televisivo de talentos británico, parte de la franquicia global Got Talent, creada por Simon Cowell. Presentado por Anthony McPartlin y Declan Donnelly (conocidos como Ant & Dec), es producido por Talkback Thames (Thames de 2012 a 2024) y Syco Entertainment, distribuido por Fremantle y emitido por ITV todos los años (excepto en 2021) desde finales de primavera hasta principios de verano. El programa estaba previsto inicialmente para su producción en 2005, pero el rodaje se retrasó tras la dimisión del presentador previsto, Paul O'Grady. Tras el éxito de America's Got Talent ese año, se reanudó la producción y el programa se estrenó el 9 de junio de 2007.
Cada año, concursantes de cualquier edad pueden audicionar para el concurso televisado con el talento que deseen demostrar. Durante las audiciones, los participantes buscan impresionar a un panel de jueces, actualmente compuesto por Cowell, Amanda Holden, Alesha Dixon y Bruno Tonioli, para asegurar un lugar en las rondas en vivo del concurso. Una vez en las rondas en vivo, los participantes buscan impresionar al público y a los jueces para asegurar votos, llegar a la final y tener la oportunidad de ganar un premio en efectivo y un lugar en las presentaciones de ese año para el Royal Variety Performance ante miembros de la Familia Real Británica. Hasta 2025, el programa ha tenido 18 ganadores, desde músicos y cantantes hasta artistas de variedades, magos, bailarines y comediantes.
En promedio, cada temporada de Britain's Got Talent atrae a entre 6 y 10 millones de espectadores. La final en vivo de la tercera temporada atrajo un récord de 17,3 millones de espectadores, obteniendo una participación de audiencia del 64,6% en el momento de su transmisión. Cada temporada del programa principal está acompañada por un programa hermano, Britain's Got More Talent, presentado por Stephen Mulhern. Hasta junio de 2019, el programa se emitió en ITV2, pero desde entonces se ha trasladado a plataformas en línea. Una serie derivada, con los mismos jueces y presentadores, titulada Britain's Got Talent: The Champions, se produjo y se emitió posteriormente en 2019 tras el éxito de America's Got Talent: The Champions, el programa derivado de la edición estadounidense. Britain's Got Talent está previsto que se transmita hasta 2028.

## Historia
El formato del programa fue ideado por Simon Cowell, creador de X Factor y ejecutivo de Sony Music, quien participó en la creación de otros programas de Got Talent en varios países. Se inspiró en los populares programas de talentos británicos Opportunity Knocks (1949-1990) y New Faces (1973-1988). Para mostrar su idea, se filmó un episodio piloto en septiembre de 2005, con un panel de jueces compuesto por Cowell, Fern Britton (en ese momento, presentadora de This Morning) y el periodista sensacionalista Piers Morgan. El piloto no se transmitió por televisión hasta que se mostró como parte de una serie documental, titulada The Talent Show Story, en enero de 2012.

El plan original para el programa era que se emitiera entre 2005 y 2006 (antes de la emisión de America's Got Talent) después de haber presentado el piloto, con Paul O'Grady presentando el programa bajo el título Paul O'Grady's Got Talent. Sin embargo, surgieron complicaciones tras el traslado del programa de O'Grady a Channel 4. ITV se negó a permitir que O'Grady alquilara sus estudios, lo que lo llevó a rechazar cualquier trabajo futuro para la cadena. En una entrevista de 2010, O'Grady comentó sobre la disputa:
Hice el piloto de Britain's Got Talent, que originalmente se iba a llamar Paul O'Grady's Got Talent. Pero les dije a los productores que estaban bromeando si pensaban que yo iba a presentar un programa con ese título. El jurado original iba a estar compuesto por Simon Cowell, Fern Britton y Piers Morgan. Yo era el presentador. Luego, cuando tuve la disputa con ITV, me prohibieron la entrada a los estudios. Recuerdo que llamé a Simon y le dije que tenía un gran éxito entre manos, pero que no había manera de que pudiera hacerlo. Dije: «Si me prohiben, me tienen que prohibir todo. No puedo ser hipócrita y hacer esto. Tuve que retirarme».
El 12 de febrero de 2007, tras el éxito de America's Got Talent el año anterior, ITV anunció sus intenciones de lanzar una serie británica de Got Talent. El anuncio reveló cambios en el plan original del programa, con Ant y Dec como presentadores. Si bien Cowell permaneció como miembro del jurado, el nuevo plan contemplaba a David Hasselhoff y Cheryl Cole. Sin embargo, ambos renunciaron antes de la emisión del programa, lo que llevó a Morgan a formar parte del jurado, como estaba previsto originalmente, y a la actriz Amanda Holden a unirse a él y a Cowell como juez. Hasselhoff se uniría posteriormente al panel de la quinta temporada del programa tras formar parte del panel de America's Got Talent, mientras que Cowell contrató después a Cole para sustituir a Sharon Osbourne en The X Factor. Al mismo tiempo, la emisora también anunció que el programa tendría un programa hermano en ITV2, titulado Britain's Got More Talent, con Stephen Mulhern como presentador.
En la temporada 18, se añadió un botón dorado en vivo que un juez puede usar en la semifinal para que un artista avance a la final. Solo se puede usar una vez.

## Jueces y presentadores
Durante las primeras cuatro temporadas, tras el inicio del programa en junio de 2007, el jurado estuvo compuesto por el ejecutivo musical y productor de televisión Simon Cowell, la actriz y personalidad televisiva Amanda Holden, y el editor de periódico y periodista sensacionalista Piers Morgan. En 2009, los productores planearon modificar el formato del programa para incluir un cuarto juez al inicio de la tercera temporada, con Kelly Brook como nueva jueza. Menos de una semana después de que comenzara el programa, este cambio se abandonó debido a la creencia de que esta alteración al formato del concurso lo complicaría, lo que resultó en que Brook fuera acreditado como jueza invitada para esa serie. En 2010, Cowell enfermó durante el rodaje de la cuarta temporada y no pudo asistir a las audiciones de Birmingham, lo que llevó a Louis Walsh a actuar como juez invitado en su lugar hasta que se recuperó.
En 2011, el panel vio su primer cambio importante, cuando Morgan reveló que dejaría el programa para viajar a Estados Unidos y comenzar a filmar su nuevo programa. Después de que Cowell anunció que no estaría presente en las audiciones de la quinta temporada debido a su apretada agenda con el lanzamiento de The X Factor USA, el panel fue reemplazado por el comediante Michael McIntyre y el ex juez de America's Got Talent David Hasselhoff, para unirse a Holden durante las audiciones. Walsh regresó como juez invitado a las audiciones de Londres, debido a los compromisos de Hasselhoff con una pantomima en ese momento. Cuando la serie entró en sus episodios en vivo, Cowell regresó para supervisar los actos como cuarto juez. En octubre de 2011, tanto Hasselhoff como McIntyre declinaron regresar para la sexta temporada, mientras que Cowell anunció su regreso a tiempo completo al programa.
El 2 de enero de 2012, los productores revelaron su decisión de adoptar nuevamente el uso de un cuarto juez para el formato del programa, anunciando que tanto Cowell como Holden ahora estarían acompañados por David Walliams y Alesha Dixon para la sexta temporada (esta última se pasó al concurso de talentos después de decidir dejar Strictly Come Dancing de la BBC). Durante el rodaje de febrero, Holden no pudo asistir a las audiciones de Londres debido a que había dado a luz a su hija en ese momento, lo que le provocó algunas secuelas del embarazo. Como resultado, la actriz y modelo estadounidense Carmen Electra actuó como jueza invitada. En las temporadas posteriores, la alineación se mantuvo con Cowell, Holden, Walliams y Dixon. No hubo más incidentes, excepto en la octava temporada de 2014, cuando Cowell faltó al primer día de las audiciones de Manchester, por lo que Ant y Dec lo sustituyeron. También estuvo ausente el último día de las audiciones en Londres. En la décima temporada de 2016, Cowell llegó tarde a una audición y fue reemplazado temporalmente por la madre de Walliams, Kathleen (quien sí estaba presente ese día). En septiembre, octubre y diciembre de 2020, Cowell estuvo ausente de las 14 rondas en vivo de la temporada y del programa de Navidad, tras un accidente que lo mantuvo recuperándose de una lesión de espalda. Fue reemplazado en estos episodios por Ashley Banjo.
En 2022, se informó que Walliams dejaría el programa tras diez temporadas. En 2023, se anunció que Bruno Tonioli lo reemplazaría.
En julio de 2025, se dio a conocer que Tonioli renunciaría y no regresaría para la serie de 2026 debido a conflictos de calendario.
| Temporada | Presentador   | Presentador     | Juez principal | Juez principal | Juez principal   | Juez principal | Juez invitado     |
| Temporada | Presentador   | Presentador     | 1              | 2              | 3                | 4              | Juez invitado     |
| --------- | ------------- | --------------- | -------------- | -------------- | ---------------- | -------------- | ----------------- |
| 1         | Ant McPartlin | Declan Donnelly | Simon Cowell   | Amanda Holden  | Piers Morgan     |                | N/A               |
| 2         | Ant McPartlin | Declan Donnelly | Simon Cowell   | Amanda Holden  | Piers Morgan     |                | N/A               |
| 3         | Ant McPartlin | Declan Donnelly | Simon Cowell   | Amanda Holden  | Piers Morgan     | Kelly Brook    | N/A               |
| 4         | Ant McPartlin | Declan Donnelly | Simon Cowell   | Amanda Holden  | Piers Morgan     | Louis Walsh    | N/A               |
| 5         | Ant McPartlin | Declan Donnelly | Simon Cowell   | Amanda Holden  | Michael McIntyre | Louis Walsh    | David Hasselhoff  |
| 6         | Ant McPartlin | Declan Donnelly | Simon Cowell   | Amanda Holden  | Alesha Dixon     | David Walliams | Carmen Electra    |
| 7         | Ant McPartlin | Declan Donnelly | Simon Cowell   | Amanda Holden  | Alesha Dixon     | David Walliams | N/A               |
| 8         | Ant McPartlin | Declan Donnelly | Simon Cowell   | Amanda Holden  | Alesha Dixon     | David Walliams | Ant y Dec         |
| 9         | Ant McPartlin | Declan Donnelly | Simon Cowell   | Amanda Holden  | Alesha Dixon     | David Walliams | N/A               |
| 10        | Ant McPartlin | Declan Donnelly | Simon Cowell   | Amanda Holden  | Alesha Dixon     | David Walliams | Kathleen Williams |
| 11        | Ant McPartlin | Declan Donnelly | Simon Cowell   | Amanda Holden  | Alesha Dixon     | David Walliams | N/A               |
| 12        | Ant McPartlin | Declan Donnelly | Simon Cowell   | Amanda Holden  | Alesha Dixon     | David Walliams | N/A               |
| 13        | Ant McPartlin | Declan Donnelly | Simon Cowell   | Amanda Holden  | Alesha Dixon     | David Walliams | N/A               |
| 14        | Ant McPartlin | Declan Donnelly | Simon Cowell   | Amanda Holden  | Alesha Dixon     | David Walliams | Ashley Banjo      |
| 15        | Ant McPartlin | Declan Donnelly | Simon Cowell   | Amanda Holden  | Alesha Dixon     | David Walliams | N/A               |
| 16        | Ant McPartlin | Declan Donnelly | Simon Cowell   | Amanda Holden  | Alesha Dixon     | Bruno Tonioli  | N/A               |
| 17        | Ant McPartlin | Declan Donnelly | Simon Cowell   | Amanda Holden  | Alesha Dixon     | Bruno Tonioli  | N/A               |
| 18        | Ant McPartlin | Declan Donnelly | Simon Cowell   | Amanda Holden  | Alesha Dixon     | Bruno Tonioli  | KSI               |
| 19        | Ant McPartlin | Declan Donnelly | Simon Cowell   | Amanda Holden  | Alesha Dixon     | Por anunciarse | Por anunciarse    |

### Jueces

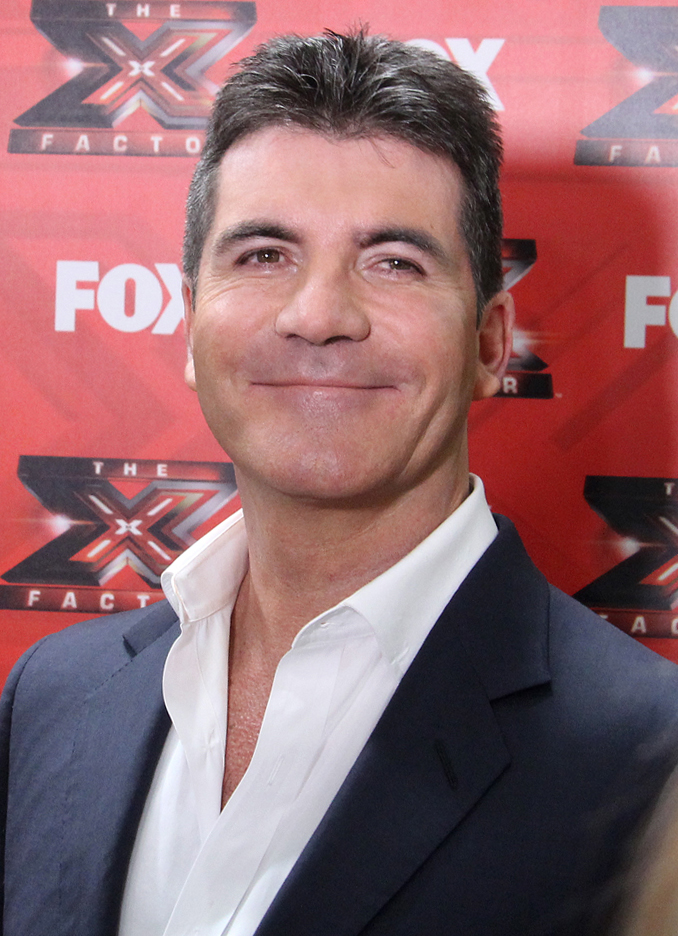
Simon Cowell (2007–presente)
Amanda Holden (2007–presente)
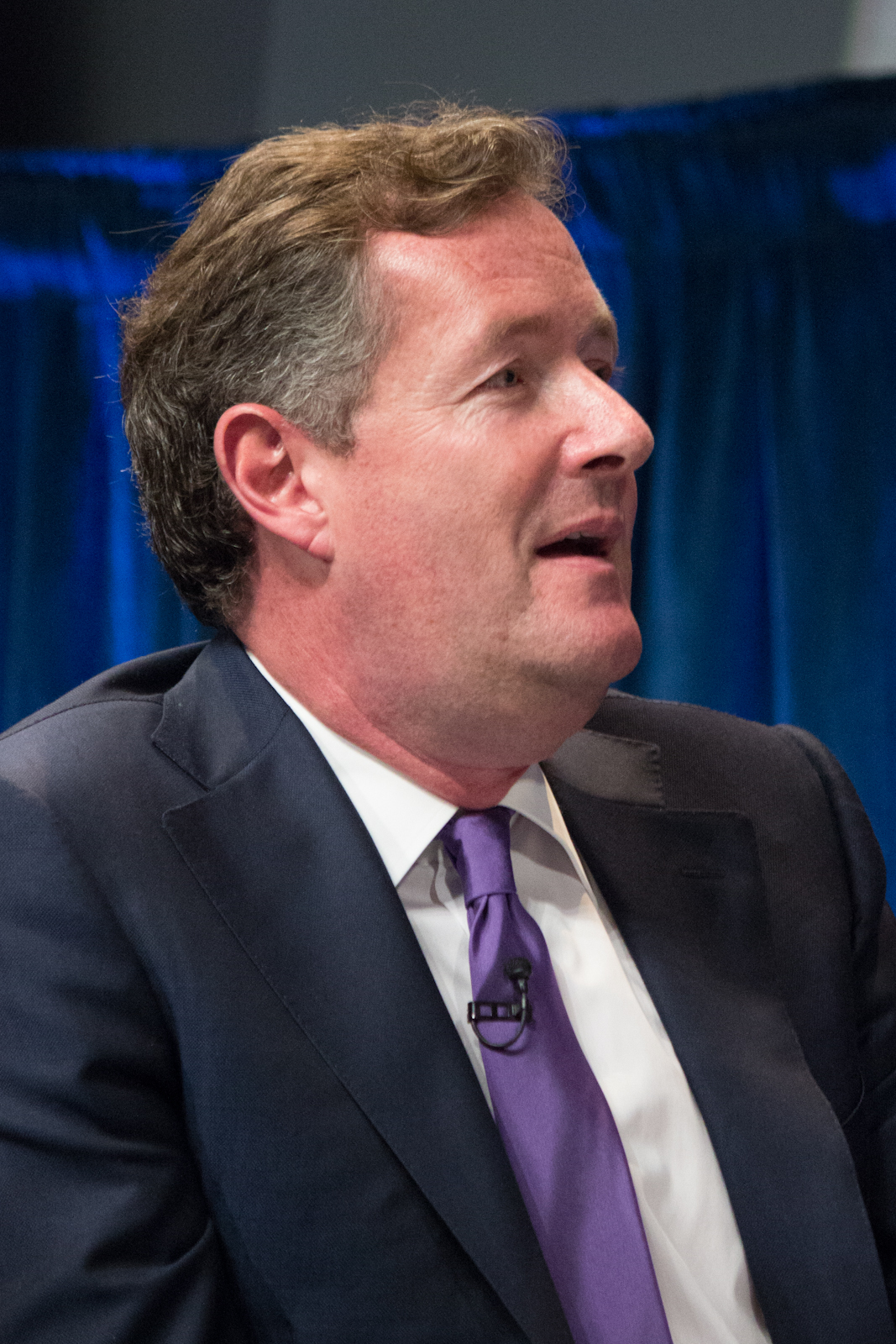
Piers Morgan (2007–2010)
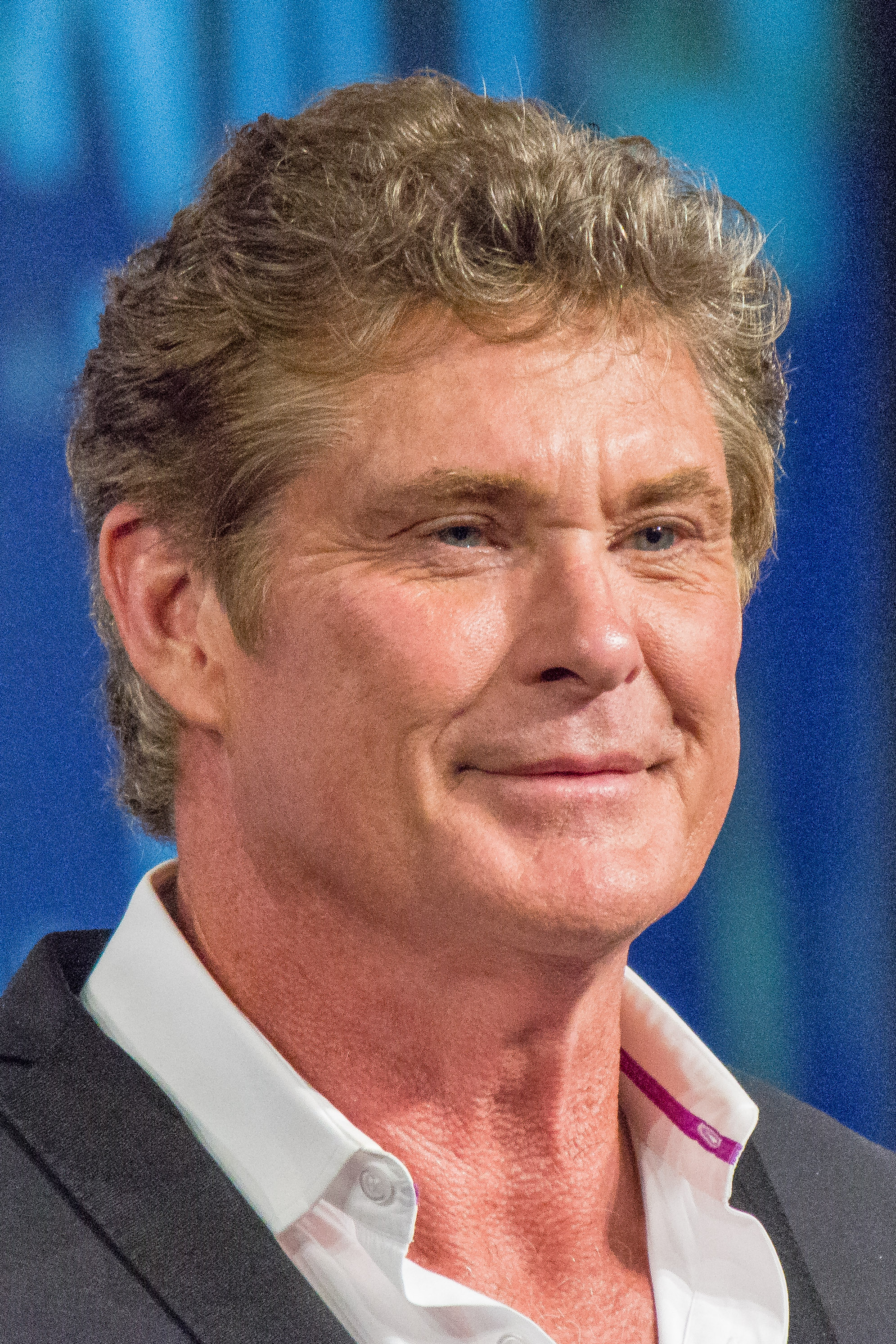
David Hasselhoff (2011)
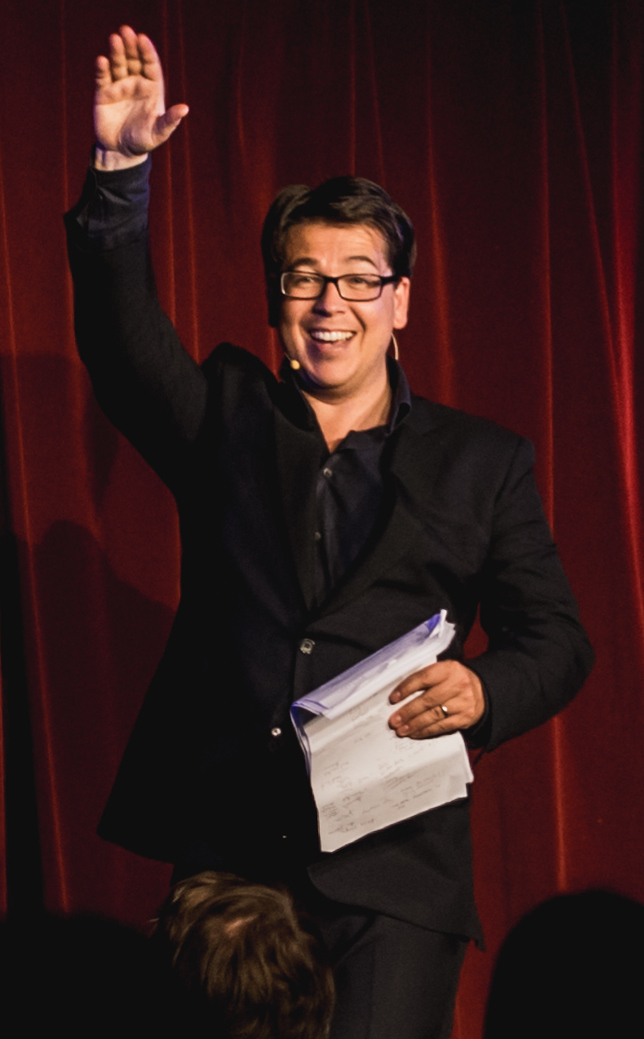
Michael McIntyre (2011)
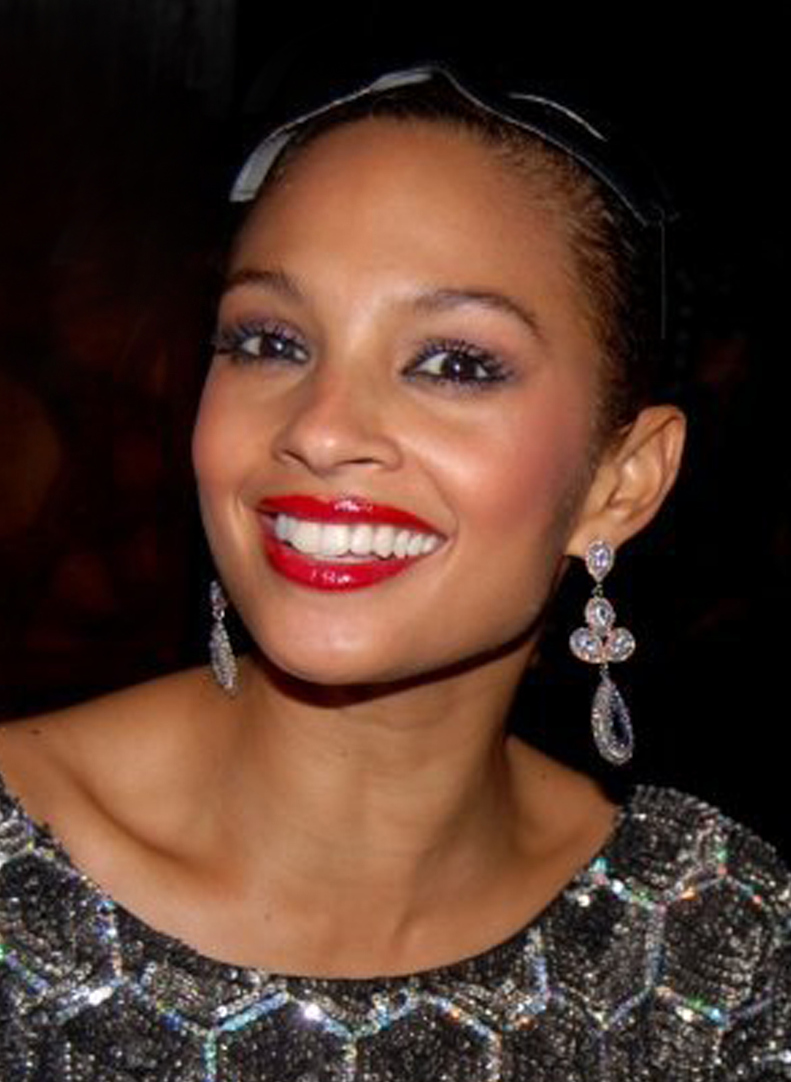
Alesha Dixon (2012–presente)
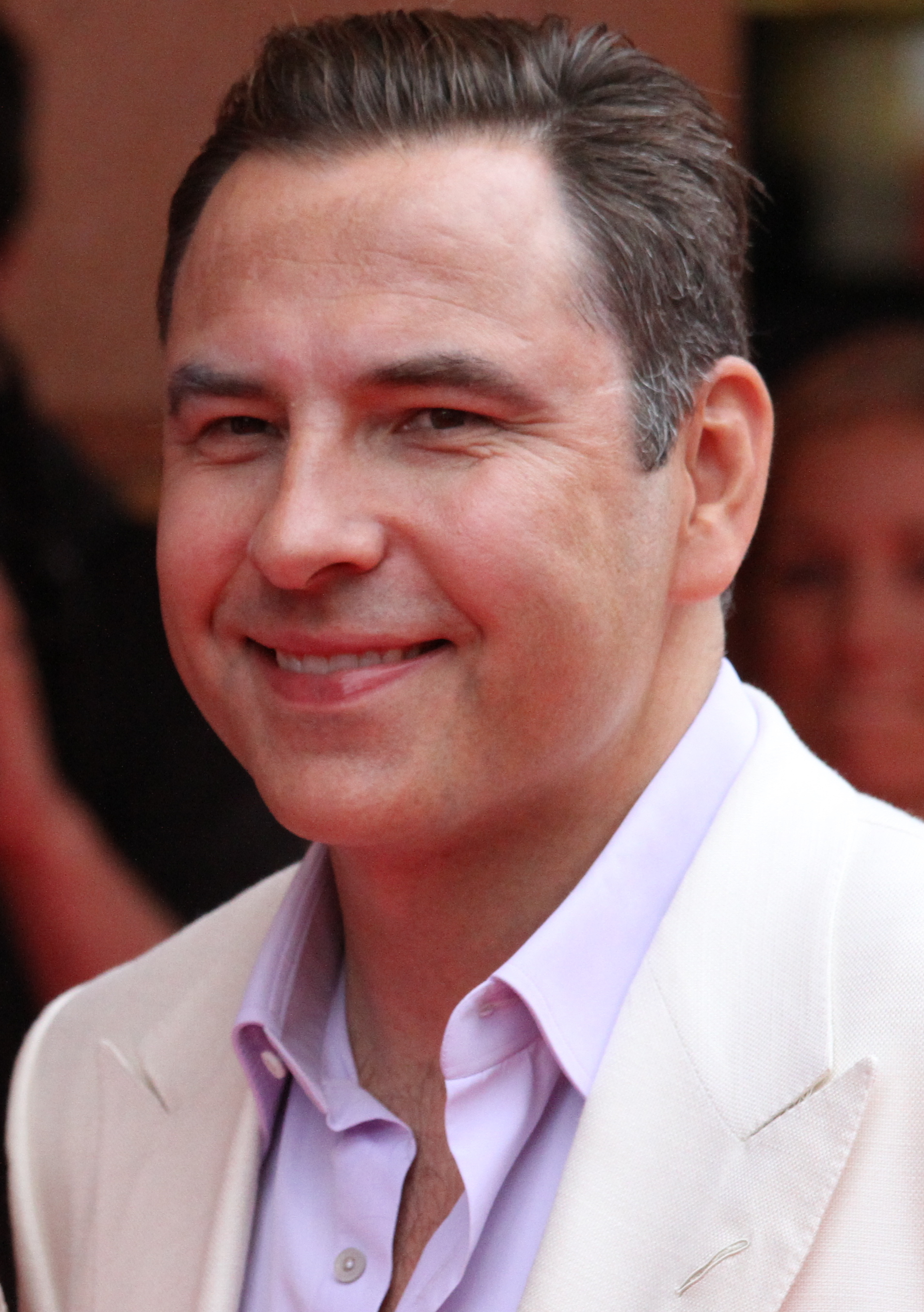
David Walliams (2012–2022)
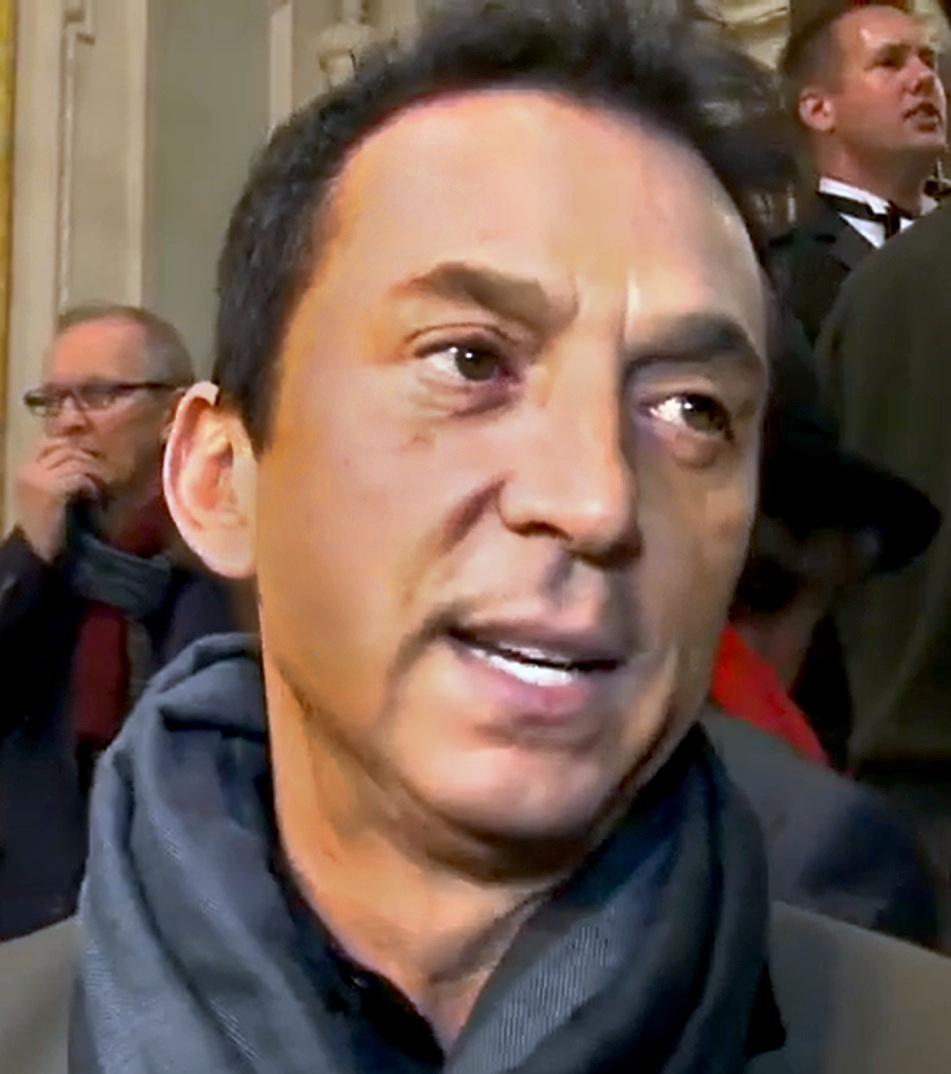
Bruno Tonioli (2023–2025)

### Presentadores

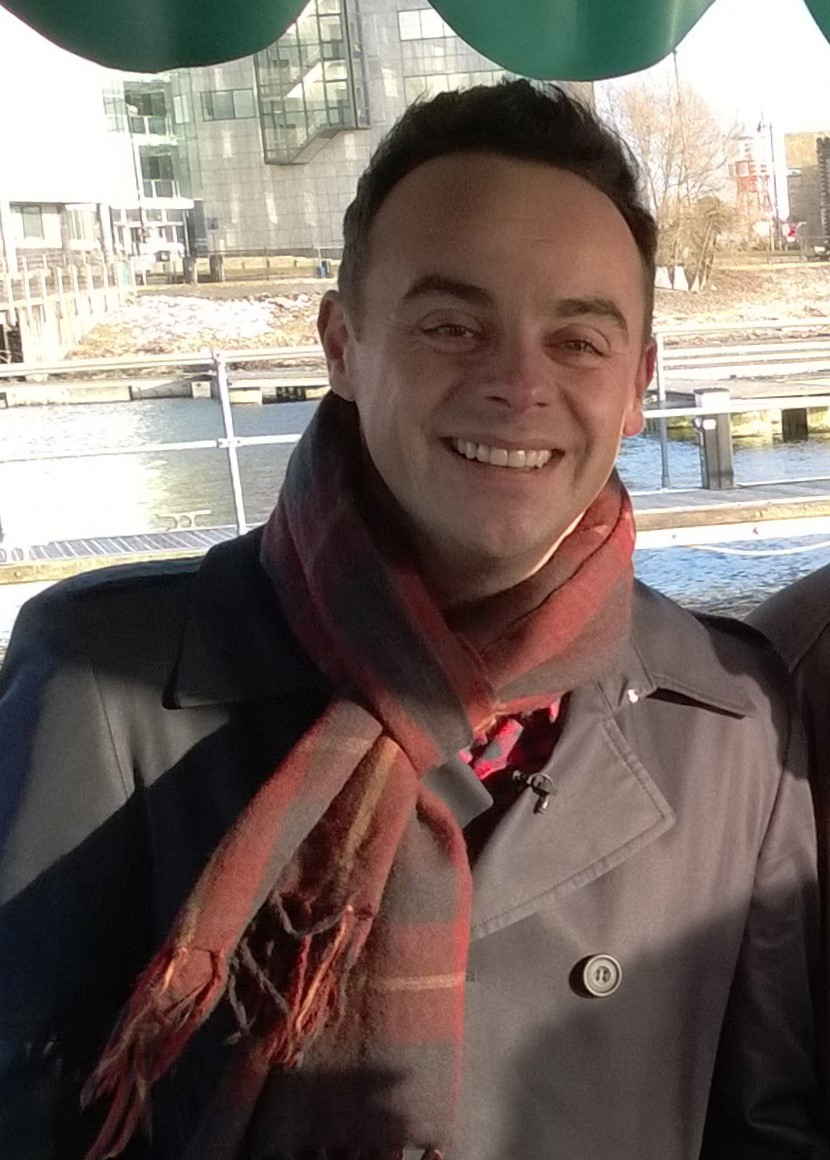
Anthony McPartlin (2007–2018; 2019–presente)
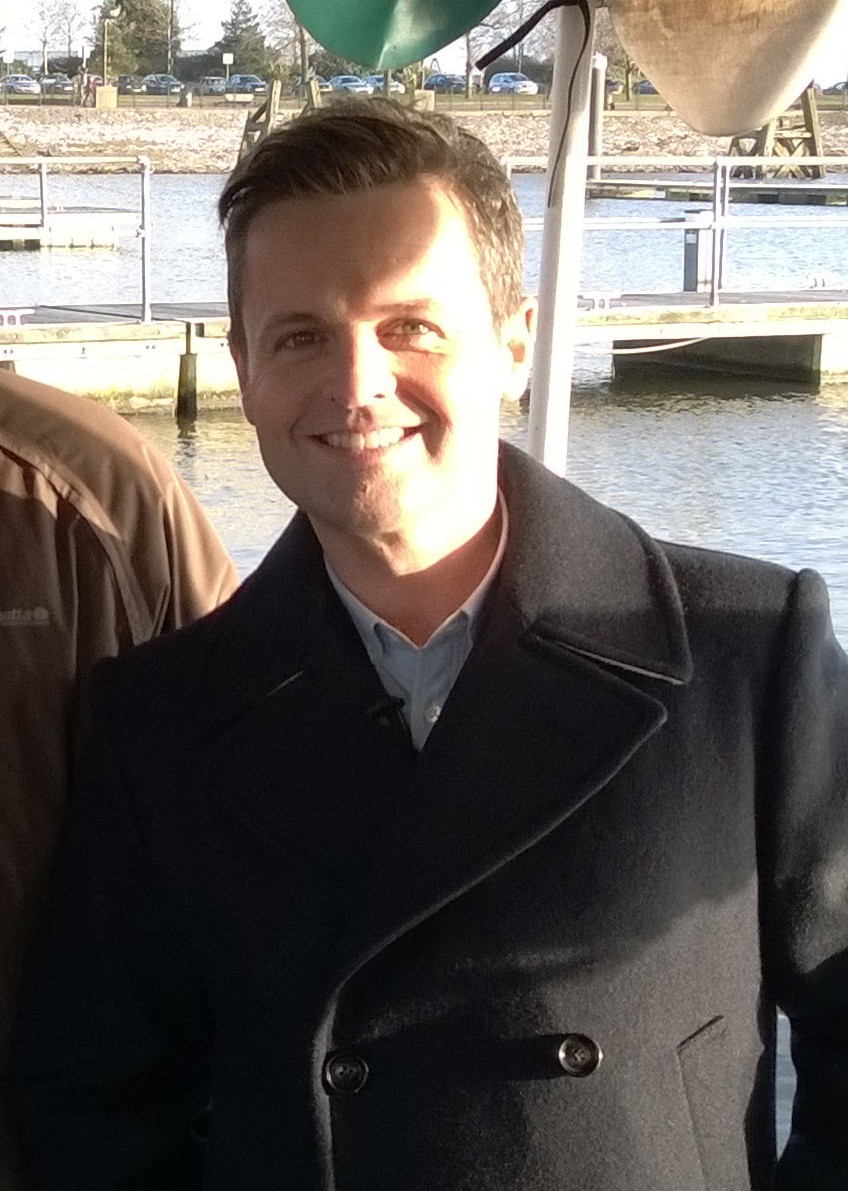
Declan Donnelly (2007–presente)

### Jueces invitados

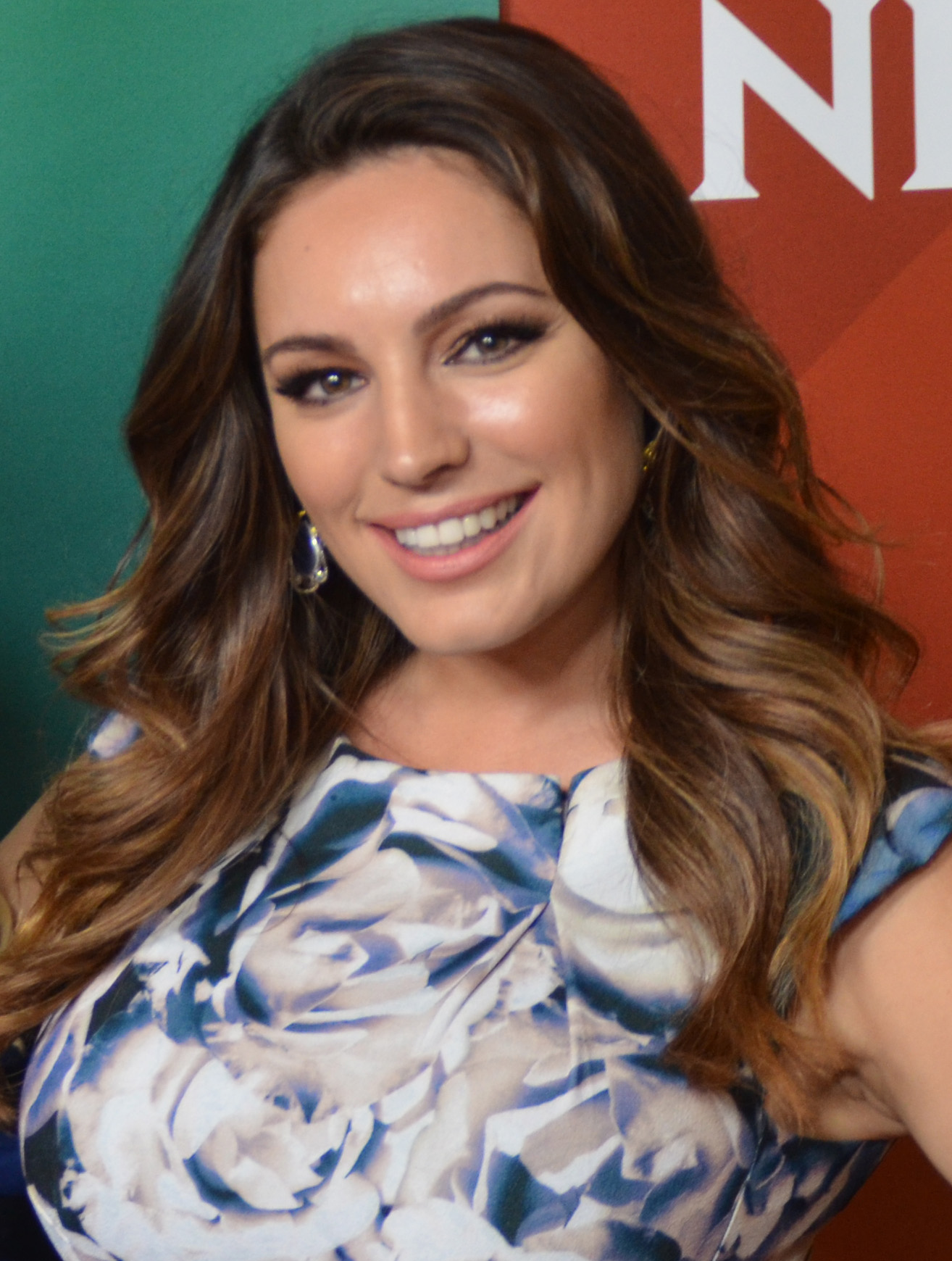
Kelly Brook (2009)
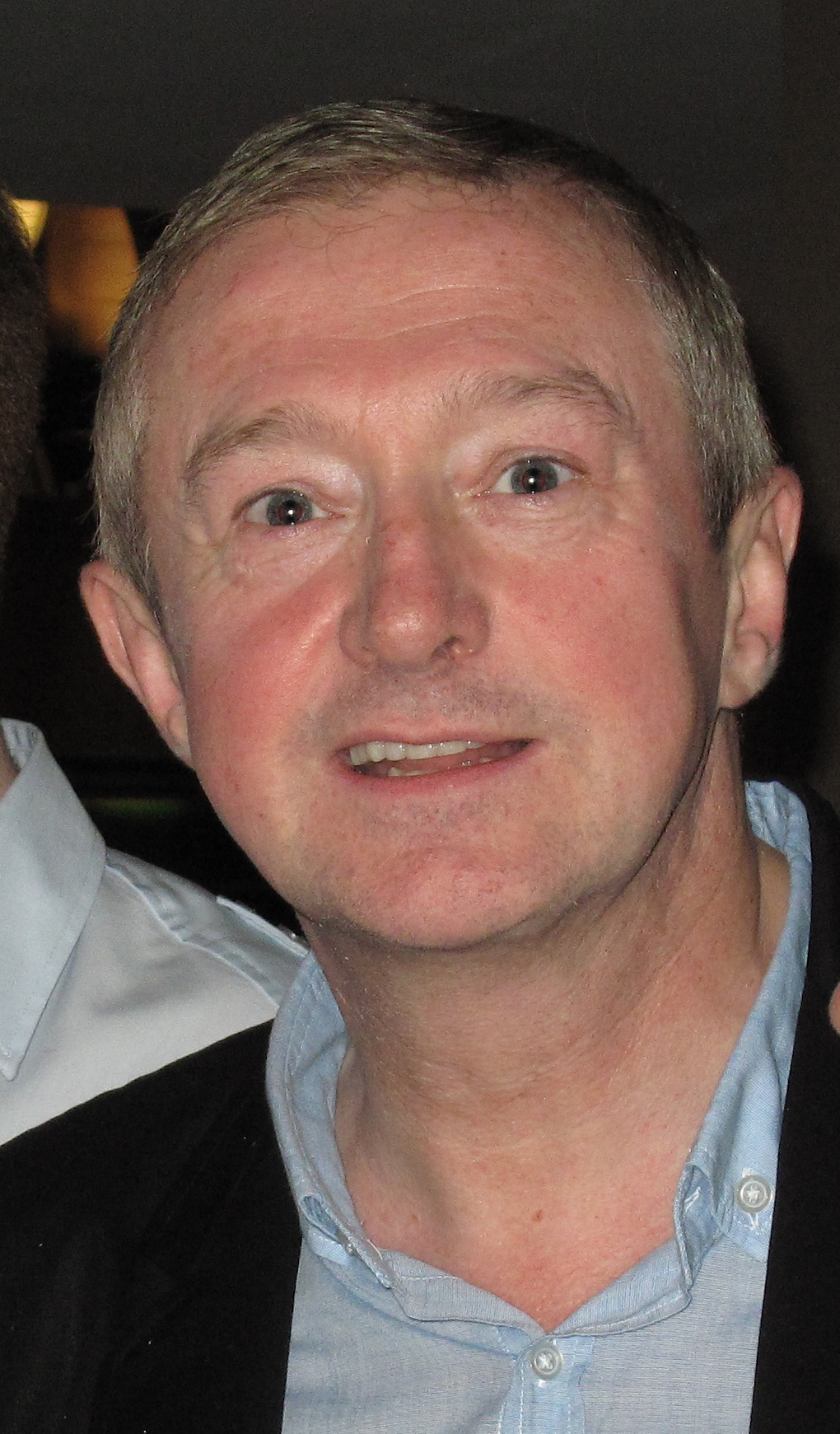
Louis Walsh (2010–2011)
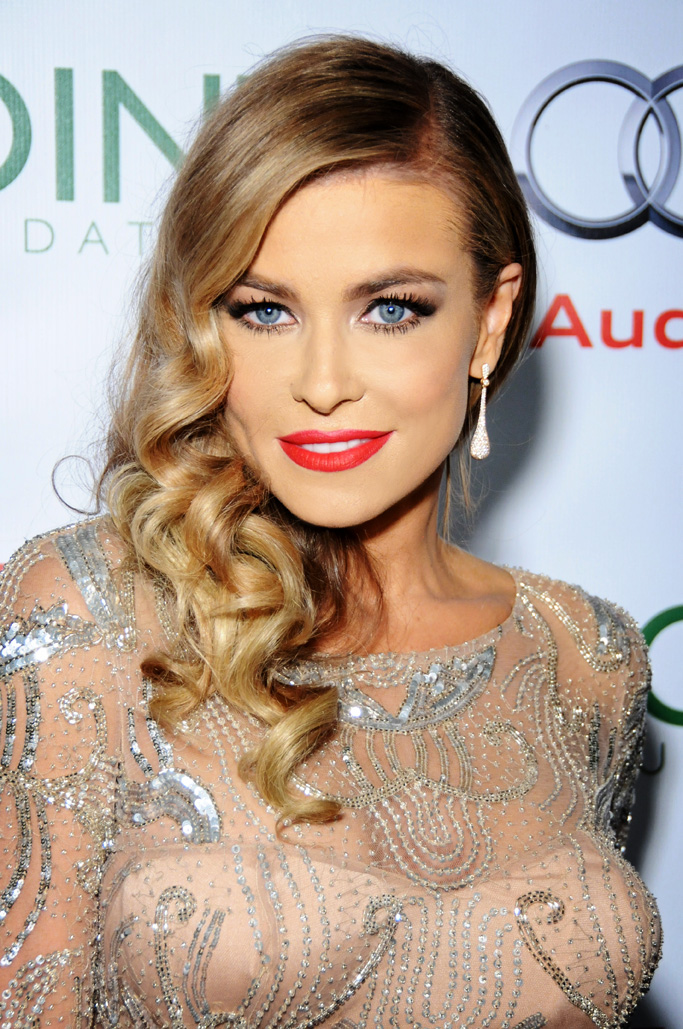
Carmen Electra (2012)
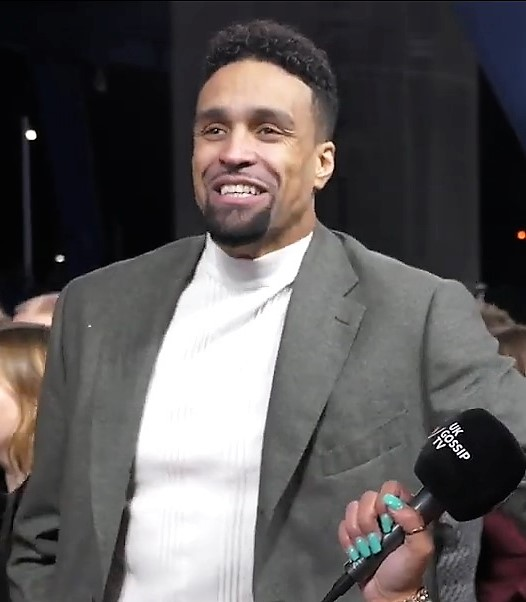
Ashley Banjo (2020)
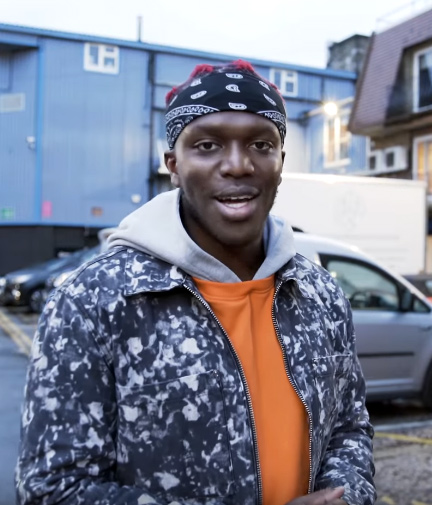
KSI (2025)

## Resumen del programa
| Temp. | Inicio                | Final                 | Premio para el ganador (Euros) | Ganador                 | Segundo lugar          | Tercer lugar         | Prom. de espect. del Reino Unido (millones) |
| ----- | --------------------- | --------------------- | ------------------------------ | ----------------------- | ---------------------- | -------------------- | ------------------------------------------- |
| 1     | 9 de junio de 2007    | 17 de junio de 2007   | £100,000                       | Paul Potts              | N/A                    | N/A                  | 8.38                                        |
| 2     | 12 de abril de 2008   | 31 de mayo de 2008    | £100,000                       | George Sampson          | Signature              | Andrew Johnston      | 10.21                                       |
| 3     | 11 de abril de 2009   | 30 de mayo de 2009    | £100,000                       | Diversity               | Susan Boyle            | Julian Smith         | 13.36                                       |
| 4     | 17 de abril de 2010   | 5 de junio de 2010    | £100,000                       | Spelbound               | Twist and Pulse        | Kieran Gaffney       | 11.05                                       |
| 5     | 16 de abril de 2011   | 4 de junio de 2011    | £100,000                       | Jai McDowall            | Ronan Parke            | New Bounce           | 10.40                                       |
| 6     | 24 de marzo de 2012   | 12 de mayo de 2012    | £500,000                       | Ashleigh y Pudsey       | Jonathan and Charlotte | Only Boys Aloud      | 10.07                                       |
| 7     | 13 de abril de 2013   | 8 de junio de 2013    | £250,000                       | Attraction              | Jack Carroll           | Richard & Adam       | 9.71                                        |
| 8     | 12 de abril de 2014   | 7 de junio de 2014    | £250,000                       | Collabro                | Lucy Kay               | Bars & Melody        | 9.84                                        |
| 9     | 11 de abril de 2015   | 31 de mayo de 2015    | £250,000                       | Jules O'Dwyer & Matisse | Jamie Raven            | Côr Glanaethwy       | 9.31                                        |
| 10    | 9 de abril de 2016    | 28 de mayo de 2016    | £250,000                       | Richard Jones           | Wayne Woodward         | Boogie Storm         | 9.43                                        |
| 11    | 15 de abril de 2017   | 3 de junio de 2017    | £250,000                       | Tokio Myers             | Issy Simpson           | Daliso Chaponda      | 9.12                                        |
| 12    | 14 de abril de 2018   | 3 de junio de 2018    | £250,000                       | Lost Voice Guy          | Robert White           | Donchez Dacres       | 8.33                                        |
| 13    | 6 de abril de 2019    | 2 de junio de 2019    | £250,000                       | Colin Thackery          | X                      | Ben Hart             | 8.15                                        |
| 14    | 11 de abril de 2020   | 10 de octubre de 2020 | £250,000                       | Jon Courtenay           | Sign Along with Us     | Steve Royle          | 8.17                                        |
| 15    | 16 de abril de 2022   | 5 de junio de 2022    | £250,000                       | Axel Blake              | Jamie Leahey           | Tom Ball             | 6.36                                        |
| 16    | 15 de abril de 2023   | 4 de junio de 2023    | £250,000                       | Viggo Venn              | Lillianna Clifton      | Cillian O’Connor     | 5.98                                        |
| 17    | 20 de abril de 2024   | 2 de junio de 2024    | £250,000                       | Sydnie Christmas        | Jack Rhodes            | Abigail & Afronitaaa | 5.64                                        |
| 18    | 22 de febrero de 2025 | 31 de mayo de 2025    | £250,000                       | Harry Moulding          | The Blackouts          | Binita Chetry        | 5.25                                        |

### Temporada uno (2007)
La primera temporada de Britain's Got Talent empezó el 9 de junio de 2007, los jurados fueron Piers Morgan, Amanda Holden y Simon Cowell.El ganador fue Paul Potts. Las audiciones comenzaron a grabarse en Londres, Cardiff, Birmingham y Mánchester.

### Temporada dos (2008)
La segunda temporada de Britan's Got Talent empezó a transmitirse el 12 de abril de 2008, los jurados fueron nuevamente Simon Cowell, Amanda Holden y Piers Morgan. El ganador fue George Sampson con apenas 14 años de edad. Las audiciones también se llevaron a cabo en Escocia.

### Temporada tres (2009)
La tercera temporada de Britan's Got Talent empezó el 11 de abril de 2009 y duró hasta el 30 de mayo de 2009. El ganador fue el grupo de baile Diversity de la ciudad de Londres y Essex. Las audiciones fueron grabadas en las mismas ciudades de la primera temporada del formato. En esta temporada destacó la participación del fenómeno viral en redes sociales de Susan Boyle, quien ha realizado también una exitosa carrera como cantante.

### Temporada cuatro (2010)
La cuarta temporada de Britan's Got Talent comenzó a transmitirse el 17 de abril de 2010 y hasta el 5 de junio de ese año. Las audiciones fueron en Manchester Opera House, Cardiff Wales Millennium Centre, Newcastle's Journal Tyne Theatre, Birmingham's Birmingham Hippodrome y el 10 de febrero de 2010 en el HMV Hammersmith Apollo en Londres. El ganador fue Spelbound un grupo de gimnastas acrobáticos.

### Temporada cinco (2011)
La quinta temporada de Britan's Got Talent comenzó a transmitirse el 16 de abril de 2011 y duro hasta el 4 de junio de dicho año. Luego de que Piers Morgan dejara el programa, el jurado fue compuesto por David Hasselhoff, Michael McIntyre, Amanda Holden y Simon Cowell. Las audiciones fueron en las ciudades de Londres, Mánchester, Glasgow, Cardiff, Birmingham y Liverpool. El cantante CG fue el ganador en esta temporada.

### Temporada seis (2012)
La sexta temporada de Britan's Got Talent comenzó a transmitirse el 24 de marzo de 2012 y  terminó el 12 de mayo de 2012. Tras la confirmación en octubre de 2011 de que Hasselhoff y McIntyre no regresarían al programa como jueces, el 2 de enero de 2012 fueron confirmados como sus reemplazantes Alesha Dixon y David Walliams, quienes acompañaron a Simon Cowell y Amanda Holden. Carmen Electra también fue jurado en esta temporada, en reemplazo de Amanda Holden quien se ausentó de las primeras audiciones (Cardiff y Londres) por el fin de su embarazo en la cual dio a luz a su hija Rose. En esta ocasión la participante Ashleigh junto a su mascota «Pudsey» fueron los ganadores del concurso. Las audiciones se llevaron a cabo en Blackpool, Cardiff, Londres, Edimburgo y Birmingham.

### Temporada siete (2014)
La séptima temporada de Britan's Got Talent comenzó a transmitirse el 12 de abril de 2014 a continuación se presentara un gráfico con un detalle gala a gala.
     El participante en la audición se ganó el botón de oro que le da una clasificación directa a la semifinal
     El participante es eliminado
     El participante a pesar de haber estado en el top 3 de los más votado en línea. el jurado no lo clasifica y es eliminado
     El participante clasifica a la final por haber sido el número 1 en las votaciones en línea
     El participante clasifica a la final por haber estado en el top 3 de los más votados y el jurado le da el pase a la final
| #   | Collabro                         | Entra |       |       |       |       |       |       | Clasifica | Clasifica |           |           |           |           | *Ganador* |  |  |  |  |  |  |  |  |  |  |
| #   | Darcy Oake's                     |       | Entra |       |       |       |       |       | Clasifica | Clasifica |           |           |           |           |           |  |  |  |  |  |  |  |  |  |  |
| #   | James Smith                      |       | Entra |       |       |       |       |       | Clasifica |           | Clasifica |           |           |           |           |  |  |  |  |  |  |  |  |  |  |
| #   | Refreshingly evil                |       |       |       |       | Entra |       |       | Clasifica |           | Clasifica |           |           |           |           |  |  |  |  |  |  |  |  |  |  |
| #   | Lucy Kay                         | Entra |       |       |       |       |       |       | Clasifica |           |           | Clasifica |           |           |           |  |  |  |  |  |  |  |  |  |  |
| #   | Yanis Marshall, Arnaud and Mehdi |       |       |       |       | Entra |       |       | Clasifica |           |           | Clasifica |           |           |           |  |  |  |  |  |  |  |  |  |  |
| #   | Bars & Melody                    |       |       |       |       | Entra |       |       | Clasifica |           |           |           | Clasifica |           |           |  |  |  |  |  |  |  |  |  |  |
| #   | Lettice Rowbotham                |       | Entra |       |       |       |       |       | Clasifica |           |           |           | Clasifica |           |           |  |  |  |  |  |  |  |  |  |  |
| #   | Jack Pack's                      |       |       |       | Entra |       |       |       | Clasifica |           |           |           |           | Clasifica |           |  |  |  |  |  |  |  |  |  |  |
| #   | Paddy And Nicco                  | Entra |       |       |       |       |       |       | Clasifica |           |           |           |           | Clasifica |           |  |  |  |  |  |  |  |  |  |  |
| 11  | Andrew Derbyshire                |       |       | Entra |       |       |       |       | Clasifica |           |           |           |           | Eliminado |           |  |  |  |  |  |  |  |  |  |  |
| 12  | Kings and Queens                 |       |       | Entra |       |       |       |       | Clasifica |           |           |           |           | Eliminado |           |  |  |  |  |  |  |  |  |  |  |
| 13  | Kieran Lai                       |       |       |       | Entra |       |       |       | Clasifica |           |           |           |           | Eliminado |           |  |  |  |  |  |  |  |  |  |  |
| 14  | Jenson Zhu                       |       |       |       | Entra |       |       |       | Clasifica |           |           |           |           | Eliminado |           |  |  |  |  |  |  |  |  |  |  |
| 15  | La Voix                          |       |       |       |       |       | Entra |       | Clasifica |           |           |           |           | Eliminado |           |  |  |  |  |  |  |  |  |  |  |
| 16  | Bailey's heart                   |       |       | Entra |       |       |       |       | Clasifica |           |           |           |           | Eliminado |           |  |  |  |  |  |  |  |  |  |  |
| 17  | Peat Loaf                        |       |       |       |       |       |       | Entra | Clasifica |           |           |           |           | Eliminado |           |  |  |  |  |  |  |  |  |  |  |
| 18  | Irish dancers                    |       |       | Entra |       |       |       |       | Clasifica |           |           |           | Eliminado |           |           |  |  |  |  |  |  |  |  |  |  |
| 19  | Electro Techno                   | Entra |       |       |       |       |       |       | Clasifica |           |           |           | Eliminado |           |           |  |  |  |  |  |  |  |  |  |  |
| 20  | Eva Iglesias                     |       |       |       | Entra |       |       |       | Clasifica |           |           |           | Eliminado |           |           |  |  |  |  |  |  |  |  |  |  |
| 21  | Fire Dancers                     |       |       |       |       |       |       | Entra | Clasifica |           |           |           | Eliminado |           |           |  |  |  |  |  |  |  |  |  |  |
| 22  | Toju Okorodudu                   |       |       |       |       |       |       | Entra | Clasifica |           |           |           | Eliminado |           |           |  |  |  |  |  |  |  |  |  |  |
| 23  | DJ Allan Taylor                  |       |       |       |       |       |       | Entra | Clasifica |           |           |           | Eliminado |           |           |  |  |  |  |  |  |  |  |  |  |
| 24  | Kieran and Sarah                 |       |       |       |       |       |       | Entra | Clasifica |           |           |           | Eliminado |           |           |  |  |  |  |  |  |  |  |  |  |
| 25  | Cartel bust                      |       |       | Entra |       |       |       |       | Clasifica |           |           | Eliminado |           |           |           |  |  |  |  |  |  |  |  |  |  |
| 26  | Cabaret glamour                  |       |       |       | Entra |       |       |       | Clasifica |           |           | Eliminado |           |           |           |  |  |  |  |  |  |  |  |  |  |
| 27  | REAformed's                      |       |       |       | Entra |       |       |       | Clasifica |           |           | Eliminado |           |           |           |  |  |  |  |  |  |  |  |  |  |
| 28  | Ellis Chick                      |       |       |       |       |       |       | Entra | Clasifica |           |           | Eliminado |           |           |           |  |  |  |  |  |  |  |  |  |  |
| '29 | Kitty & Rosie                    |       |       |       |       |       |       | Entra | Clasifica |           |           | Eliminado |           |           |           |  |  |  |  |  |  |  |  |  |  |
| '30 | Sam Jones                        |       |       |       |       |       |       | Entra | Clasifica |           |           | Eliminado |           |           |           |  |  |  |  |  |  |  |  |  |  |
| 31  | Brian Chan                       |       |       |       |       |       |       | Entra | Clasifica |           |           | Eliminado |           |           |           |  |  |  |  |  |  |  |  |  |  |
| 32  | Jordi Bird                       |       |       |       |       |       | Entra |       | Clasifica |           | Eliminado |           |           |           |           |  |  |  |  |  |  |  |  |  |  |
| 33  | Motorcycle Stunt                 |       | Entra |       |       |       |       |       | Clasifica |           | Eliminado |           |           |           |           |  |  |  |  |  |  |  |  |  |  |
| 34  | Ricky K                          |       |       |       |       |       | Entra |       | Clasifica |           | Eliminado |           |           |           |           |  |  |  |  |  |  |  |  |  |  |
| 35  | Ed Drewett                       |       |       |       |       |       | Entra |       | Clasifica |           | Eliminado |           |           |           |           |  |  |  |  |  |  |  |  |  |  |
| 36  | Kony Puppets                     |       |       |       |       |       | Entra |       | Clasifica |           | Eliminado |           |           |           |           |  |  |  |  |  |  |  |  |  |  |
| 37  | See Mini Moves                   |       |       |       |       |       | Entra |       | Clasifica |           | Eliminado |           |           |           |           |  |  |  |  |  |  |  |  |  |  |
| 38  | SweetChix                        |       |       |       |       |       | Entra |       | Clasifica |           | Eliminado |           |           |           |           |  |  |  |  |  |  |  |  |  |  |
| 39  | Jon Clegg                        |       |       |       |       | Entra |       |       | Clasifica | Eliminado |           |           |           |           |           |  |  |  |  |  |  |  |  |  |  |
| 40  | Country Vive                     | Entra |       |       |       |       |       |       | Clasifica | Eliminado |           |           |           |           |           |  |  |  |  |  |  |  |  |  |  |
| 41  | Lauren and Terrell               | Entra |       |       |       |       |       |       | Clasifica | Eliminado |           |           |           |           |           |  |  |  |  |  |  |  |  |  |  |
| 42  | Christian Sprindon               |       | Entra |       |       |       |       |       | Clasifica | Eliminado |           |           |           |           |           |  |  |  |  |  |  |  |  |  |  |
| 43  | Micky Dumoulin                   |       |       | Entra |       |       |       |       | Clasifica | Eliminado |           |           |           |           |           |  |  |  |  |  |  |  |  |  |  |
| 44  | Puppet Patsy May                 |       |       |       | Entra |       |       |       | Clasifica | Eliminado |           |           |           |           |           |  |  |  |  |  |  |  |  |  |  |
| 45  | Henrietta Adewole                |       |       |       |       |       | Entra |       | Clasifica | Eliminado |           |           |           |           |           |  |  |  |  |  |  |  |  |  |  |
| 46  | Edward Pinder                    |       | Entra |       |       |       |       |       | Eliminado |           |           |           |           |           |           |  |  |  |  |  |  |  |  |  |  |
| 47  | Oliver Moroney's                 |       |       | Entra |       |       |       |       | Eliminado |           |           |           |           |           |           |  |  |  |  |  |  |  |  |  |  |
| 48  | Eirian Jones                     |       |       | Entra |       |       |       |       | Eliminado |           |           |           |           |           |           |  |  |  |  |  |  |  |  |  |  |
| 49  | Seven circus                     |       |       | Entra |       |       |       |       | Eliminado |           |           |           |           |           |           |  |  |  |  |  |  |  |  |  |  |
| 50  | Christian Farla                  |       |       |       | Entra |       |       |       | Eliminado |           |           |           |           |           |           |  |  |  |  |  |  |  |  |  |  |
| 51  | Curtis Elton                     |       |       |       | Entra |       |       |       | Eliminado |           |           |           |           |           |           |  |  |  |  |  |  |  |  |  |  |
| 52  | Terri & Lisette                  |       |       |       | Entra |       |       |       | Eliminado |           |           |           |           |           |           |  |  |  |  |  |  |  |  |  |  |
| 53  | Simon Cowell                     |       |       |       |       | Entra |       |       | Eliminado |           |           |           |           |           |           |  |  |  |  |  |  |  |  |  |  |
| 54  | Everybody do The Praw            |       |       |       |       |       | Entra |       | Eliminado |           |           |           |           |           |           |  |  |  |  |  |  |  |  |  |  |
| 55  | Tom Pham                         |       |       |       |       |       | Entra |       | Eliminado |           |           |           |           |           |           |  |  |  |  |  |  |  |  |  |  |
| 56  | Emma Haslam                      |       |       |       |       |       | Entra |       | Eliminado |           |           |           |           |           |           |  |  |  |  |  |  |  |  |  |  |
| 57  | John James Glass                 |       |       |       |       |       | Entra |       | Eliminado |           |           |           |           |           |           |  |  |  |  |  |  |  |  |  |  |
| 58  | Richard Bayton                   |       |       |       |       |       | Entra |       | Eliminado |           |           |           |           |           |           |  |  |  |  |  |  |  |  |  |  |
| 59  | Robot Boys                       |       |       |       |       |       |       | Entra | Eliminado |           |           |           |           |           |           |  |  |  |  |  |  |  |  |  |  |

## Crítica
El programa fue criticado por el psicólogo Glenn Wilson, quien lo calificó como un «show de fenómenos». Afirmó que «las deficiencias y carencias de los [concursantes] son tan importantes como su talento. Disfrutamos del estrés al que sometemos a estas personas: ¿sobrevivirán o no?».
En dos entrevistas separadas en 2012, MC Kinky dijo: «Programas como X Factor y Britain's Got Talent reducen el arte de hacer música y practicar tu oficio al nivel de un concurso de bajo valor con un gran respaldo y apoyo financiero. Es un medio para ganar dinero, no un medio para producir artistas innovadores o interesantes que demuestren lo que sienten o se sienten obligados a hacer. Es corporativo» y agregó que «es una forma de comida rápida de producción en masa de mierda pútrida con la que no tengo ninguna afiliación».
En 2013, Bruce Forsyth cuestionó que el programa permitiera audicionar a niños. Declaró: «No creo que eso sea entretenimiento. No creo que deban incluir a niños demasiado pequeños. Si van a hacerlo, hagan un programa aparte. Hagan un programa infantil, "British Children Have Talent"». Cowell respondió a Forsyth diciendo: «Alguien, el Sr. Gruñón, dijo que no deberíamos incluir a niños de su edad en el programa», después de la actuación del grupo de danza Youth Creation.Jessie J se unió al debate y declaró: «No puedo estar de acuerdo con que los niños tengan que pasar por tres o cuatro audiciones cuando es solo para burlarse. No entiendo por qué es legal, creo que está mal».

## Otras ediciones internacionales
- México tiene talento
- America's Got Talent
- Australia's Got Talent
- Das Supertalent
- Portugal tem Talento
- La France a un incroyable talent
- Tienes Talento
- Talento Chileno
- Got Talent Argentina
- Colombia Tiene Talento
- Ecuador Tiene Talento
- Perú Tiene Talento
- Gibraltar's Got Talent
- Got Talent España
- Dominicana's Got Talent
- Got Talent Uruguay
- Got Talent Chile